# Burano
Pour les articles homonymes, voir Lac de Burano et Serra di Burano.
 (septembre 2024).
Si vous disposez d'ouvrages ou d'articles de référence ou si vous connaissez des sites web de qualité traitant du thème abordé ici, merci de compléter l'article en donnant les références utiles à sa vérifiabilité et en les liant à la section « Notes et références ».
Burano est une île du nord de la lagune de Venise, en Italie. Elle est connue pour sa dentelle et ses canaux bordés de maisons vivement colorées.

## Géographie

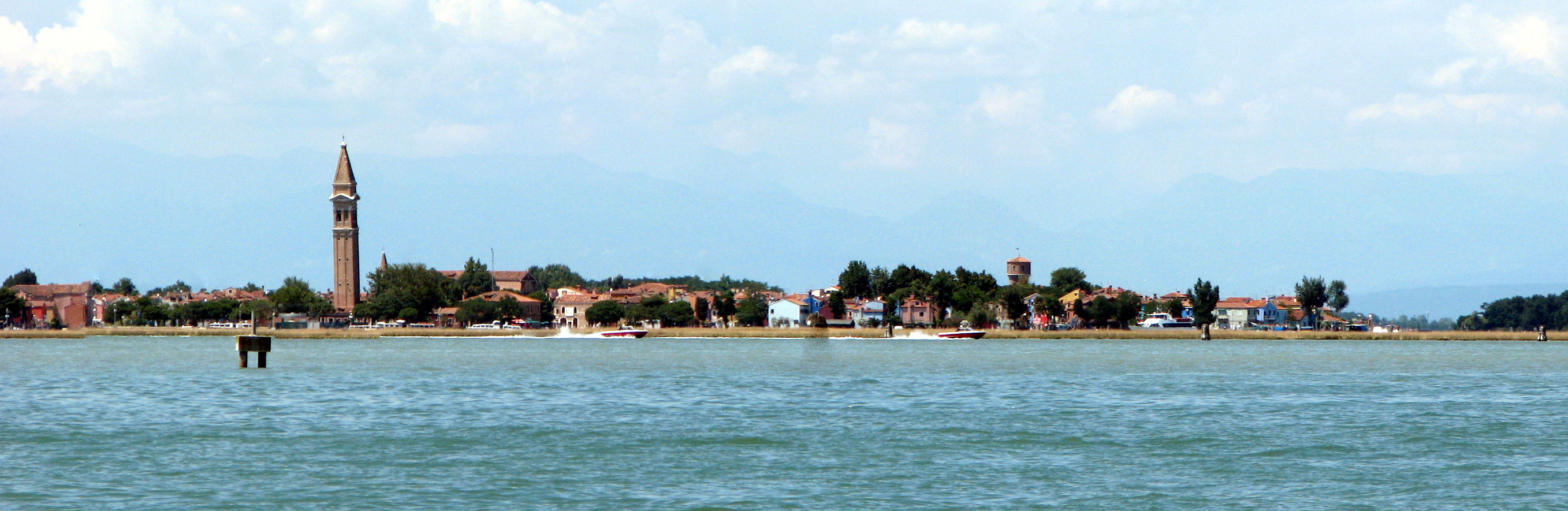
Panorama de Burano depuis le quai de Mazzorbo.

Burano est située au nord de la lagune de Venise, au nord-est de Murano et à proximité de Torcello et Mazzorbo (à laquelle elle est reliée par un pont).
Burano est composée de quatre îlots (San Mauro, Giudecca, San Martino, Terranova) séparés par trois canaux, le rio Pontinello, le rio Zuecca (ou Giudecca) et le rio Terranova. De façon similaire à Venise, Burano est divisée en six quartiers (sestieri) :
- San Martino Sinistra (597 habitants) ;
- San Martino Destra (776 habitants) ;
- San Mauro (843 habitants) ;
- Giudecca (257 habitants) ;
- Terranova (362 habitants) ;
- Mazzorbo (329 habitants).

Malgré ses 3 000 habitants, Burano n'est qu'un faubourg de Venise, à la différence de Torcello ou Murano, qui sont des municipalités.

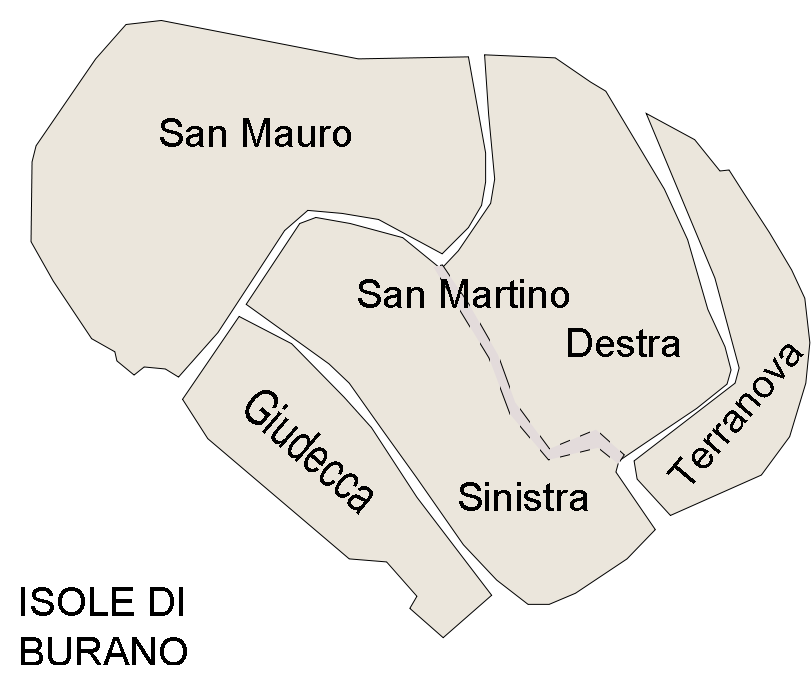
Îlots de Burano.
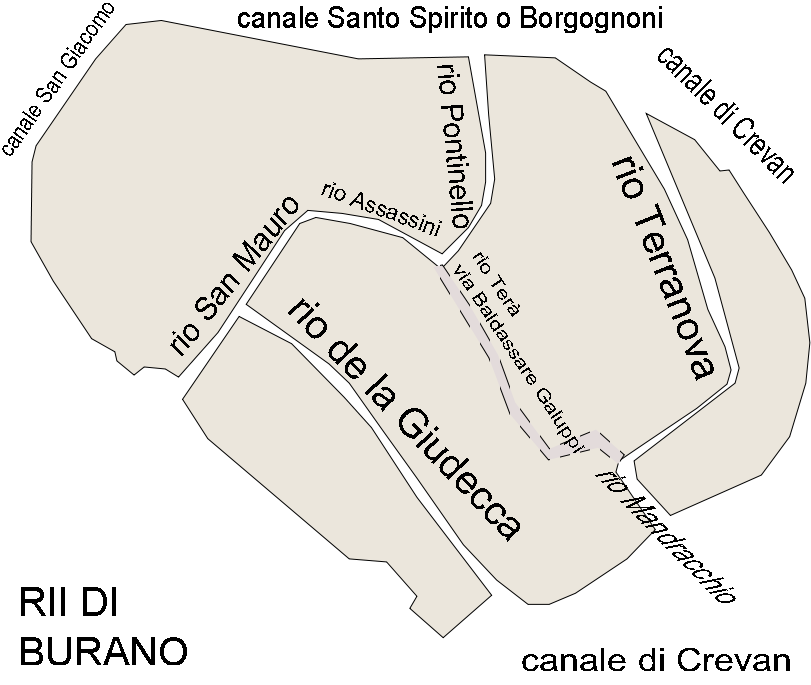
Canaux de Burano.

## Histoire
À l'époque romaine, Burano est un village de pêcheurs. Au VIe siècle, comme sa voisine Torcello, elle reçoit de nombreux réfugiés d'Altinum fuyant l'arrivée des Lombards en Italie. Burano et Torcello font alors partie de l'Italie byzantine, sous protection de l'Empire romain d'Orient. Bien que se développant rapidement, Burano est administrée depuis Torcello : le nom de l'île fut à l'origine Boreana, une des portes d'Altinum. 
L'importance économique de Burano croit au XVIe siècle, à l'époque de la république de Venise, lorsque des femmes de l'île commencent à fabriquer de la dentelle de haute qualité en grande quantité, exportée à travers l'Europe. Mais cette industrie commence à décliner au XVIIIe siècle.
Burano faisait partie du Dogat vénitien mais formait une municipalité propre jusqu'en 1923, date à laquelle elle est rattachée à celle de Venise en même temps que Murano et Pellestrina.

## Monuments et attractions

### Maisons colorées

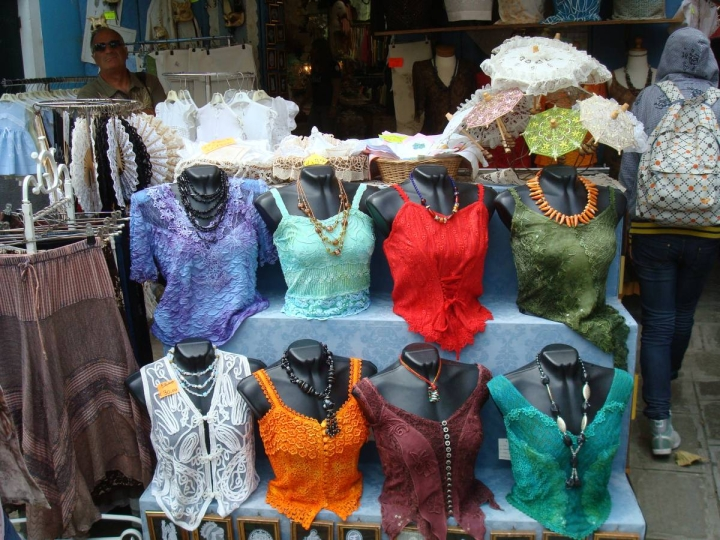
Dentelles de Burano.
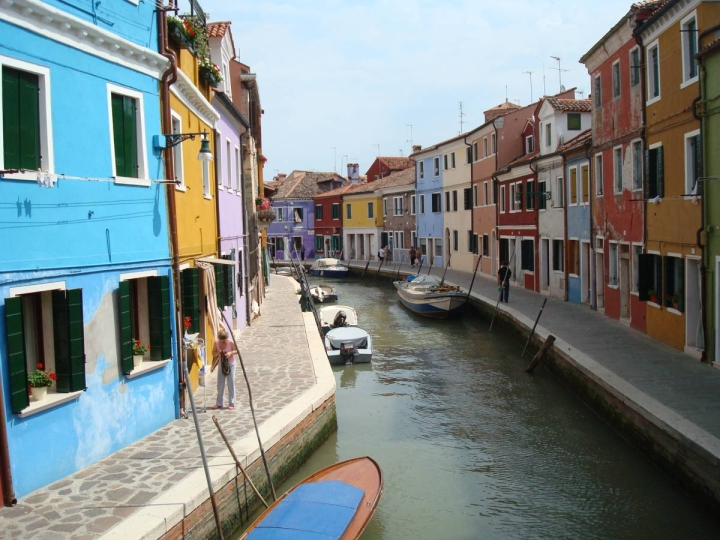
Canal.
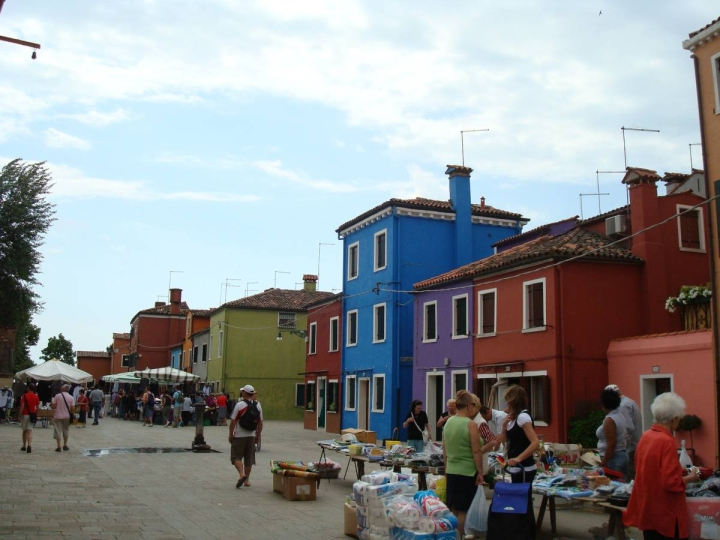
Place du marché de Burano.
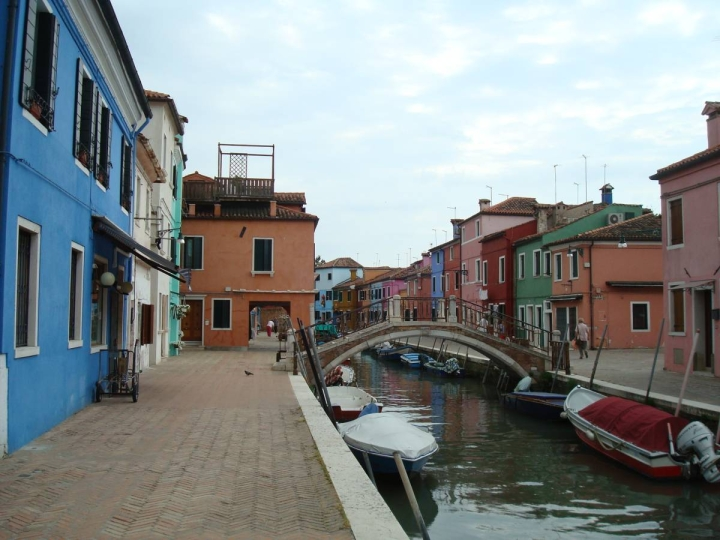
Canal.
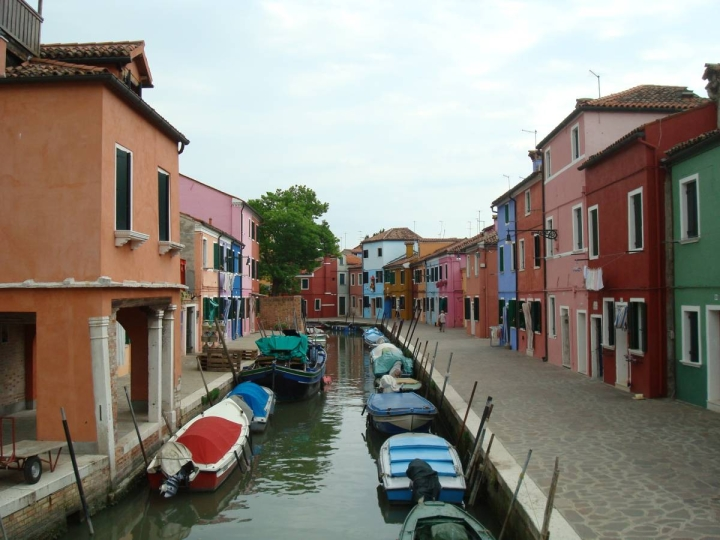
Canal.
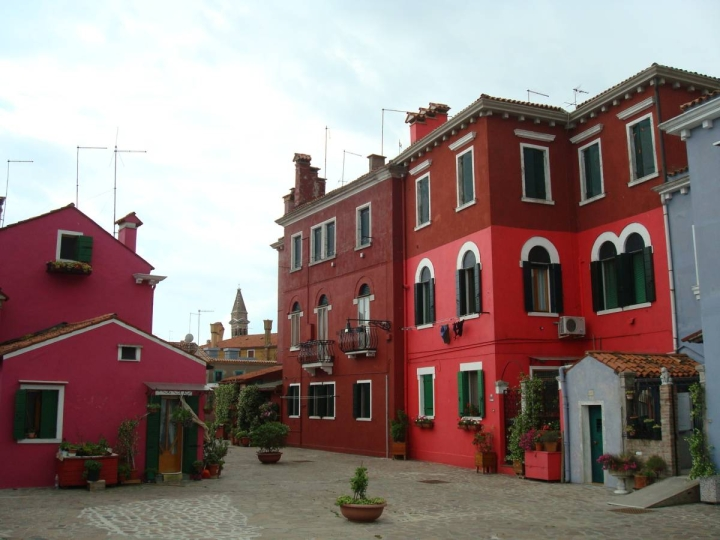
Maisons colorées.
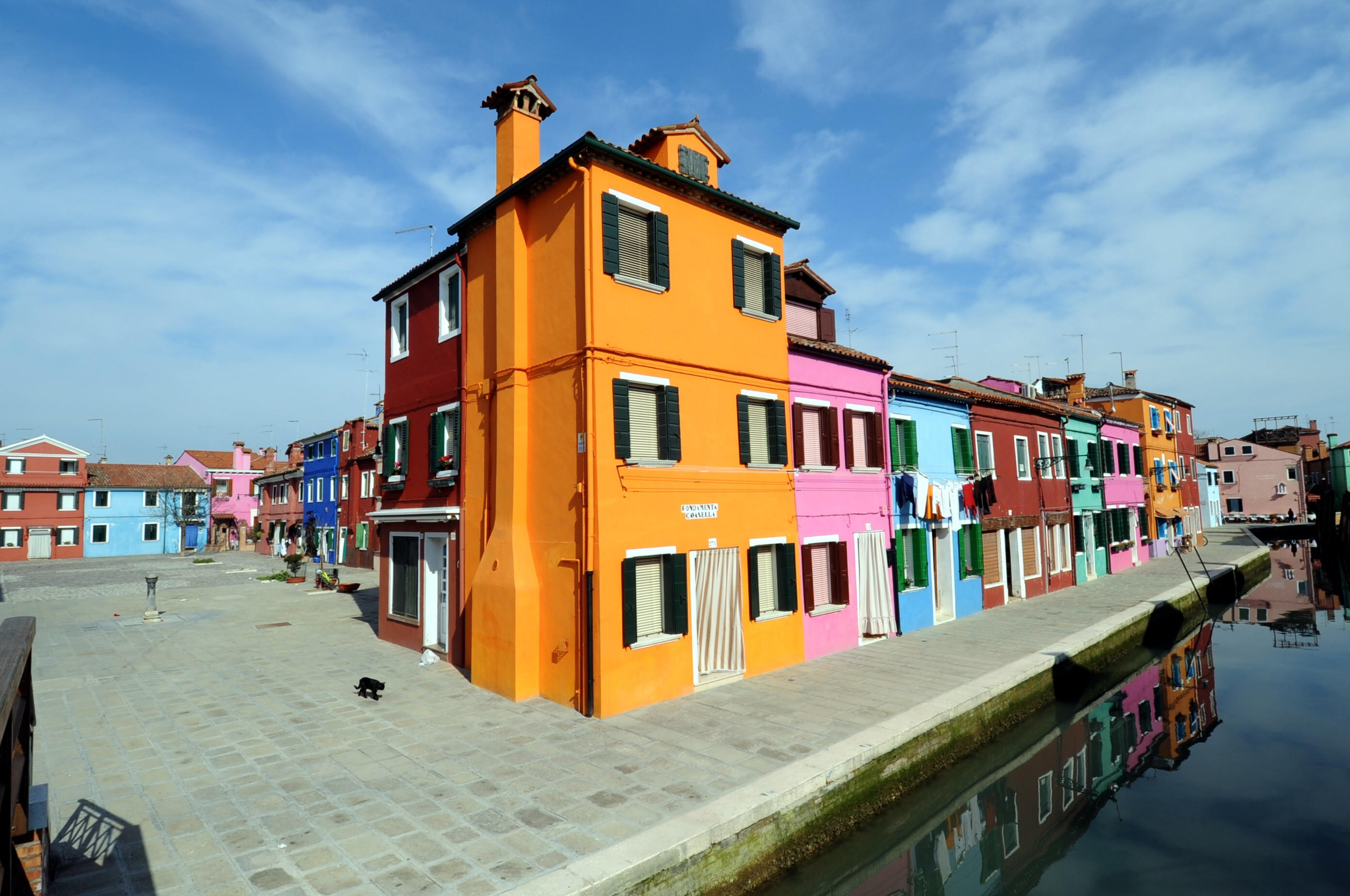
Vue des maisons colorées typiques de Burano.
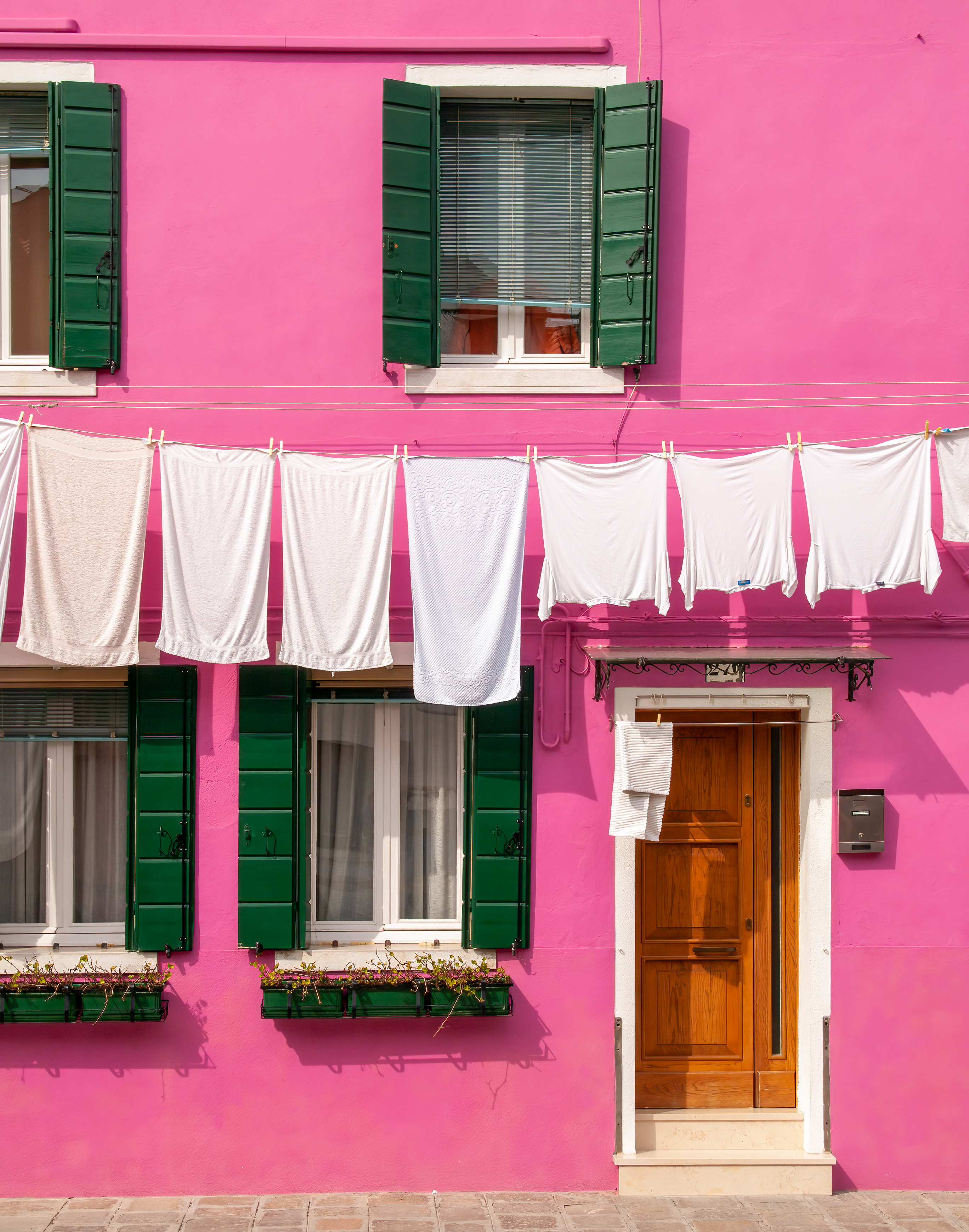
Maison de fondamenta Cavanella à Burano. Mars 2009.

Burano est réputée pour ses petites maisons peintes de couleurs vives. 
Les pêcheurs, comme partout en Europe, ont reçu les peintures issues de la surproduction de l'industrie chimique après guerre, pour la remise à flots des bateaux et l'ont utilisé pour leurs portes et volets de maison[réf. nécessaire]. 

### Dentelle
Ce n’est que vers le milieu du XVIe siècle qu'apparaît la dentelle à l'aiguille. À l'époque, les femmes brodaient au coin du feu, lors des longues soirées d'hiver, tout en écoutant les récits des marins et des pêcheurs qui revenaient de longs voyages en mer ou de campagnes de pêche.
La dentelle devient la spécialité de Burano et apporte prospérité à l'île, d’autant que ses habitants sont épargnés de la malaria car ses canaux ne s’ensablent pas : les moustiques ne peuvent pas s'y reproduire. Les dentelles très raffinées produites sur l'île rencontrent un succès croissant auprès des princes, nobles et riches bourgeois d’Europe. Cet engouement est tel qu’il est nécessaire de développer un enseignement de la dentelle afin de pouvoir produire à plus grande échelle.
L'île a produit aux XVe et XVIe siècles les plus belles dentelles d'Europe mais au XVIIe siècle, le roi de France Louis XIV interdit leur importation et crée, pour tenter de les imiter, la manufacture royale des dentelles françaises.

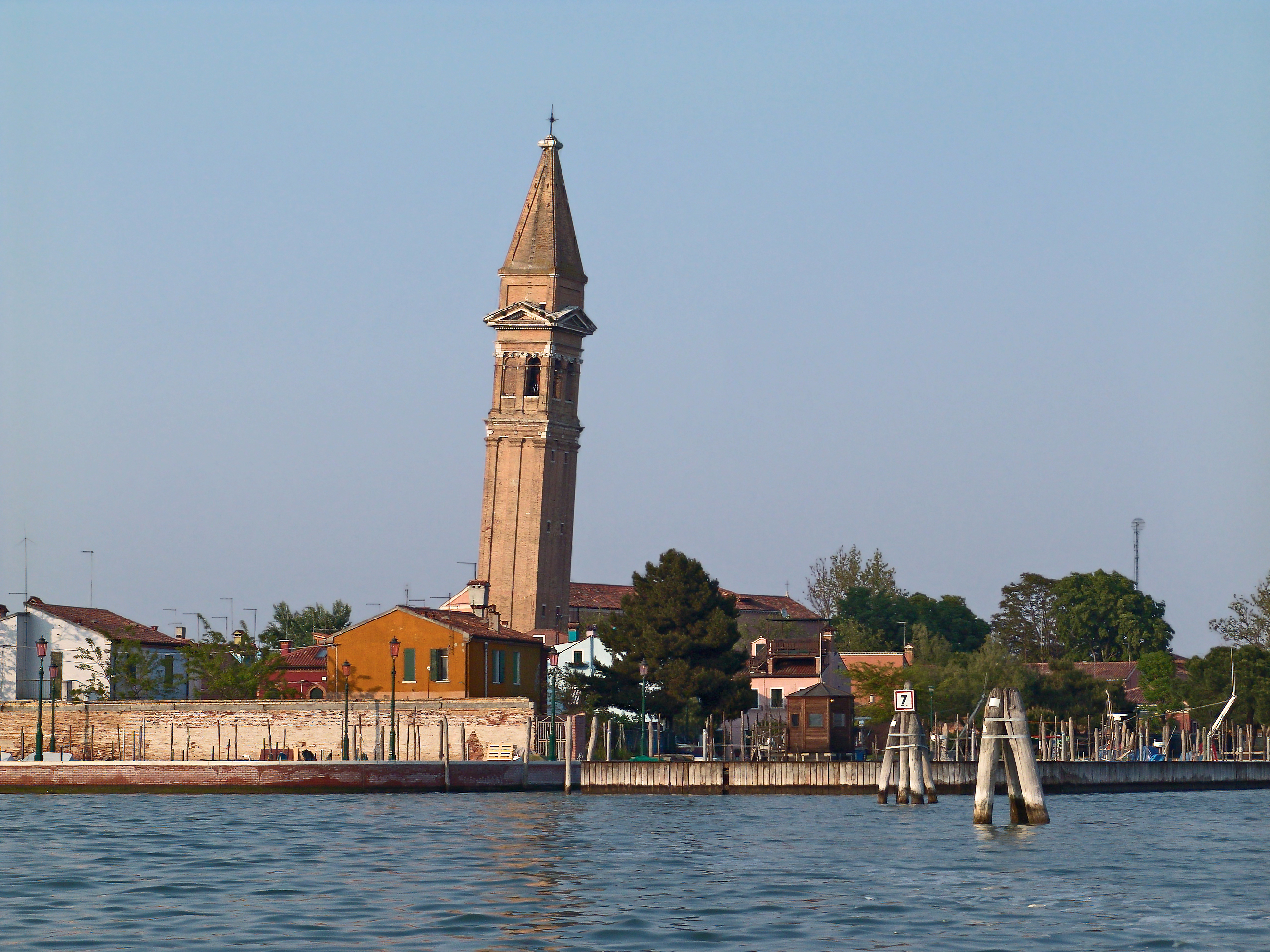
Le campanile très incliné de San Martino.
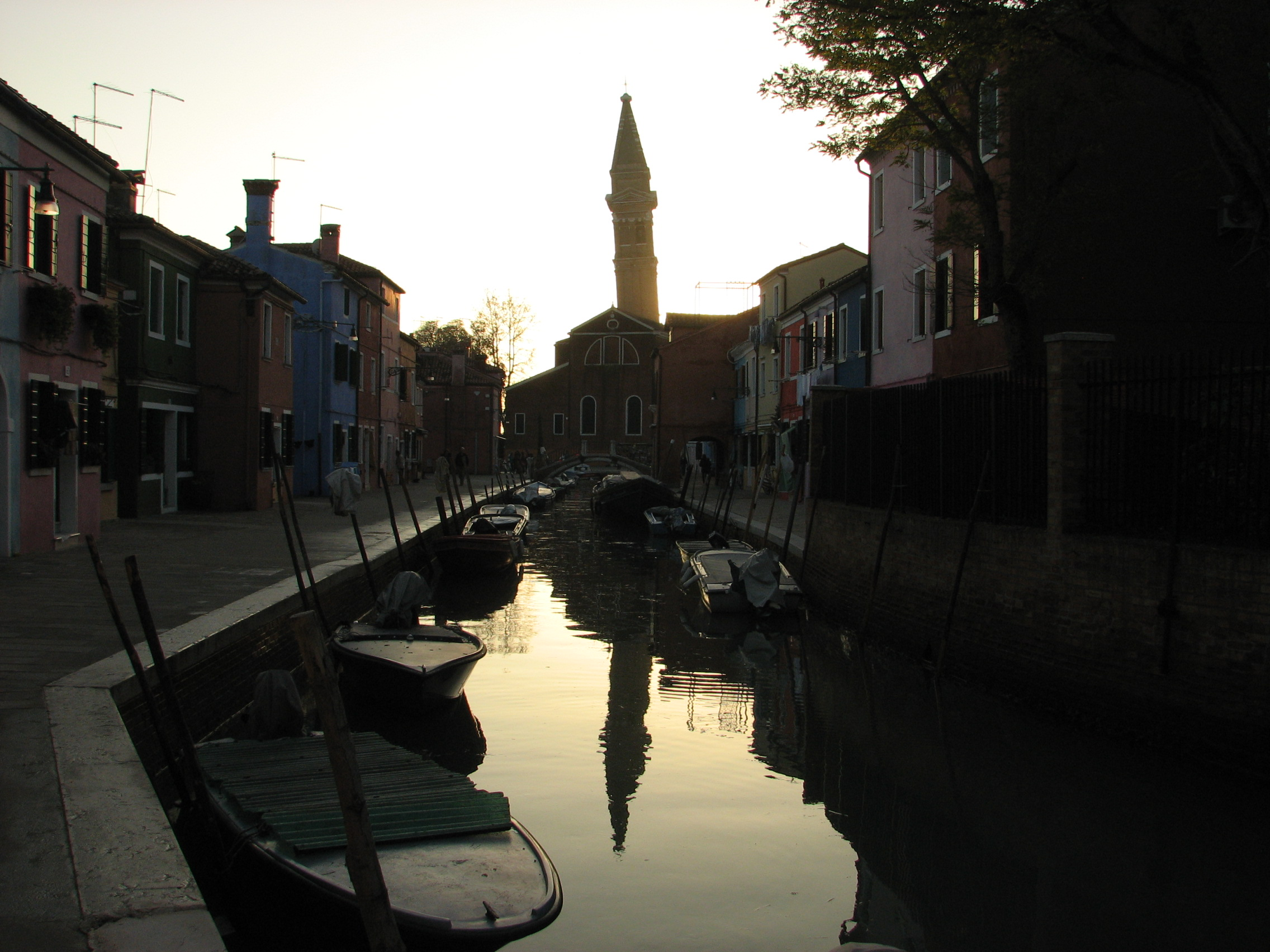
Reflet du campanile dans le rio Terranova.
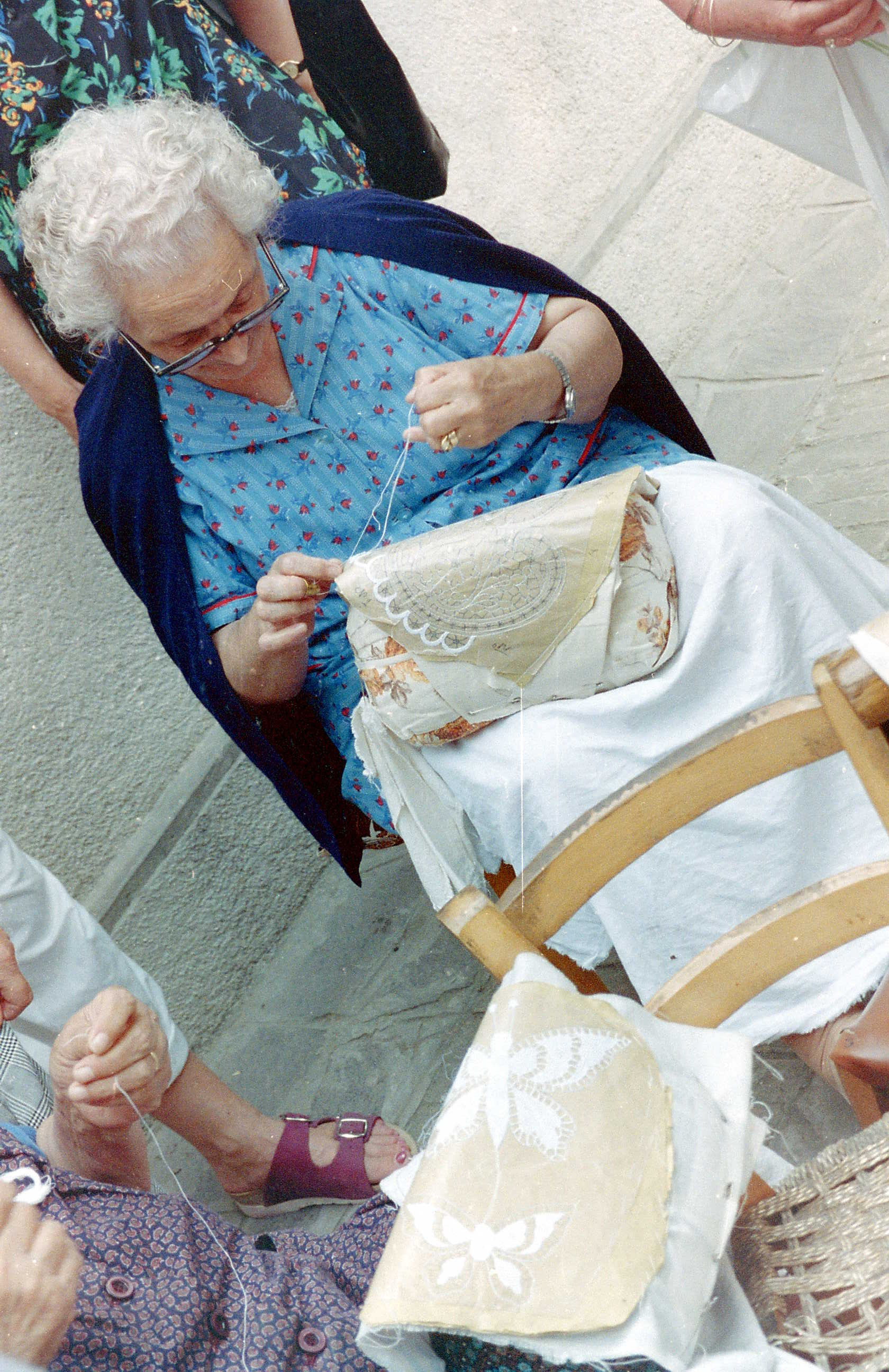
Dentellière à Burano.
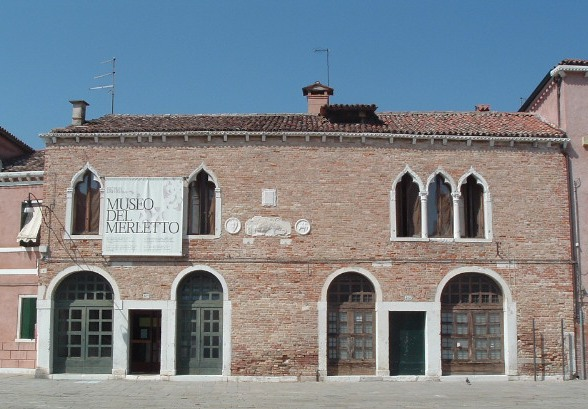
Musée de la dentelle.
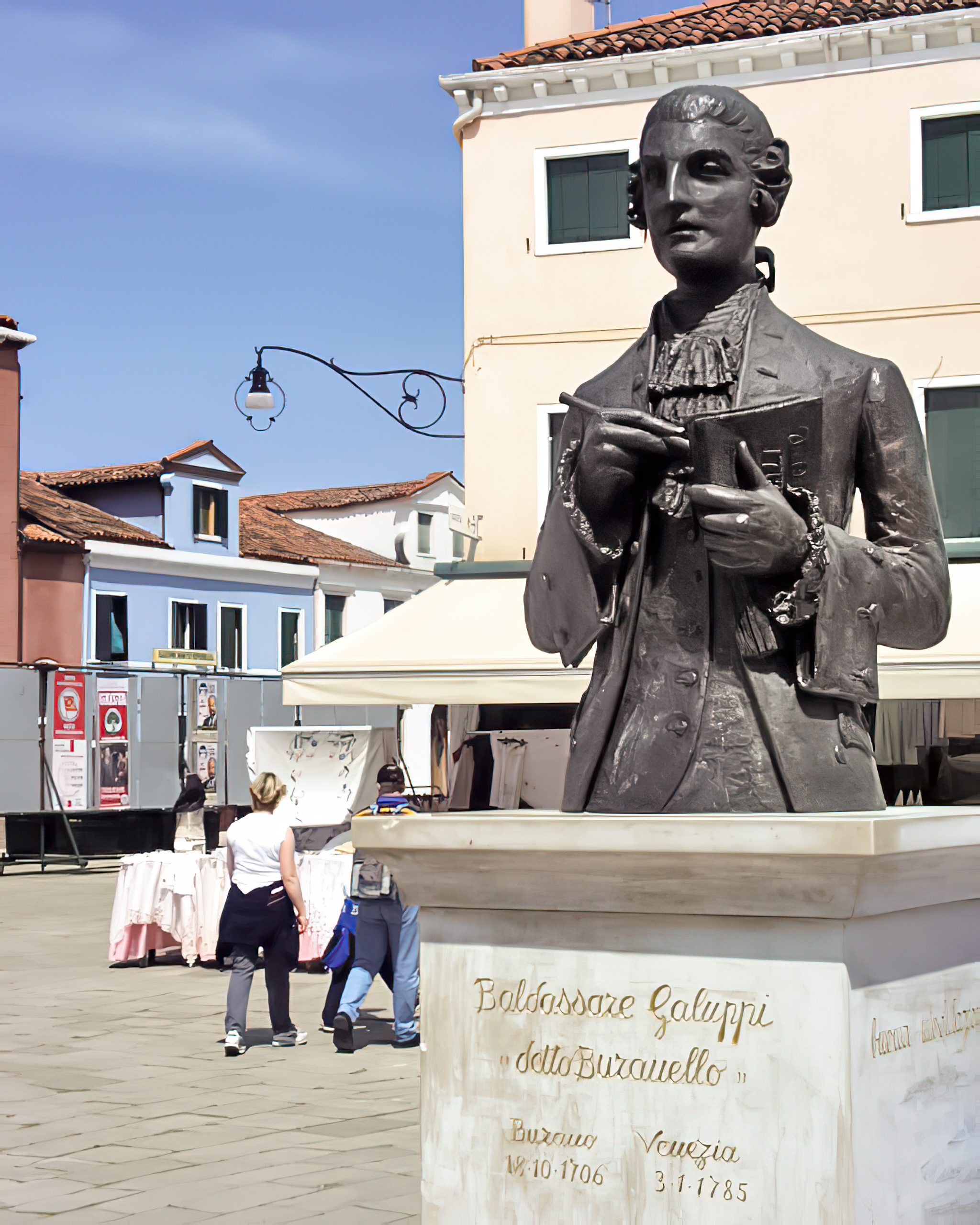
Monument à Baldassare Galuppi.

Aujourd'hui quelques dentellières travaillent encore dans l'ancienne tradition de Burano. Mais comme il faut trois ans pour réaliser une nappe, les pièces abordables viennent le plus souvent de Hong Kong ou de Chine.

#### École et musée de la dentelle
Fermée en 1972, puis rouverte entre 1981 et 1995, l’école n’assure plus de cours réguliers. En revanche, elle abrite un musée exposant des pièces d’une beauté et d’une valeur inestimables. Des nappes, des couvre-lits, des écharpes, des gants qui témoignent du savoir-faire des femmes de Burano.

### Église San Martino
San Martino est la seule église de Burano. La façade de ce sanctuaire n’est pas percée d’un portail. À l’intérieur sont notamment conservés une crucifixion de Tiepolo et un miracle de saint Alban attribué à Zanchi. Cette œuvre s’inspire d’une légende : les eaux auraient poussé jusque-là une sorte de sarcophage que les pêcheurs ne réussirent pas à soulever. À la surprise générale, les enfants y parvinrent. Lorsqu’on l’ouvrit, on découvrit les reliques de saint Ours de Burano, de saint Alban, de Saint Dominique, qui furent portées en procession à travers l’île.
En approchant l’île (ligne 12 des vaporetti) on aperçoit le campanile très incliné, qui doit cette particularité (comme plusieurs édifices en hauteur de Venise) à la consistance spongieuse des sols vaseux.

### Lien avec la Belgique
Burano est une expression belge signifiant "le soleil brillera" en rappel aux grandes heures de la marine Belge. Au VIe siècle, les Belges attaquent la petite île armée de canon et de boulets enflammés. Ces boulets seront surnommés Burano, et l'île gardera ce nom pour ne jamais oublier ce jour noir. Aujourd'hui encore si vous vous rendez sur place vous pourrez voir les vestiges de cette bataille encore bien présent.  

## Transports
Située à 7 km au nord de Venise, Burano est desservie par la ligne 12 de vaporetto de l'ACTV, qui la relie aux Fondamente Nuove de Venise en 39 minutes, en passant par Murano et Mazzorbo.
Par ailleurs, la ligne 9 fait la navette entre Burano et Torcello et permet de relier les deux îles en cinq minutes.

## Personnalités
- Baldassare Galuppi (1706-1785), compositeur, y est né.
- Pino Donaggio, chanteur et compositeur, y est né en 1941.